# شجاع‌دل (فیلم ۱۹۲۵)
شجاع‌دل (انگلیسی: Braveheart) یک فیلم سیاه‌و سفید در سبک وسترن به کارگردانی آلن هیل است که در سال ۱۹۲۵ منتشر شد. از بازیگران آن می‌توان به رود لا رک، لیلیان ریچ، آرتور هاوسمن و سالی رند اشاره کرد.